# Waputik Mountains
De Waputik Mountains zijn een groep bergketens die een onderdeel zijn van de Centrale "Main Ranges" van de Canadese Rocky Mountains. Deze bergen zijn gelegen is ten westen van de Bowvalei, ten oosten van de Blueberry River en ten zuiden van Saskatchewan River Crossing. De bergen zijn vernoemd naar de Waputik Range, een van de bergketens in deze groep. "Waputik" betekent "witte geit" in het Stoney Indiaans.
In de Waputik Mountains liggen naast de Waputik Range (in het zuidoosten) ook nog de President Range (in het zuidwesten, in Nationaal park Yoho). Naast deze bergketens zijn er nog twee grote ijsvelden aanwezig: het Wapta Icefield en het Waputik Icefield.

## Pieken
| Howse Peak      | 3295 meter |
| Wapta Mountain  | 2782 meter |
| Mount Balfour   | 3284 meter |
| Mount Patterson | 3191 meter |
| The President   | 3123 meter |
| Waputik Peak    | 2755 meter |
| Mount Baker     | 3180 meter |
| Mont des Poilus | 3166 meter |
| Mount Gordon    | 3161 meter |
| Caldron Peak    | 2909 meter |